# Résolution 203 du Conseil de sécurité des Nations unies
Membres permanents
- Chine (Taïwan)
- États-Unis
- France
- Royaume-Uni
- URSS

Membres non permanents
- Bolivie
- Côte d'Ivoire
- Jordanie
- Malaisie
- Pays-Bas
- Uruguay

Résolution no 202 Résolution no 204
La Résolution 203  est une résolution du Conseil de sécurité des Nations unies adoptée le 14 mai 1965, dans sa 1208e séance, dans le contexte d'instabilité, d'une guerre civile en développement et la probabilité d'une intervention étrangère en République dominicaine croissante, le Conseil a appelé à un cessez-le-feu stricte et a invité le Secrétaire général à envoyer un représentant à la République dominicaine afin de faire un rapport au Conseil sur la situation actuelle.

## Vote
La résolution a été approuvée à l'unanimité.

## Texte
- Résolution 203 Sur fr.wikisource.org
- Résolution 203 Sur en.wikisource.org